# Gian Domenico Borasio
Gian Domenico Borasio (Novara, 9 luglio 1962) è un medico italiano.

## Biografia
Laureato all'Università Ludwig Maximilian di Monaco, dopo un periodo di specializzazione diviene docente di Medicina palliativa presso la medesima università. Autore di articoli scientifici  e saggi, è stato ascoltato come esperto della materia dal Parlamento italiano e dal Bundestag che ha adottato nel 2009 una sua proposta di legge per rendere obbligatoria la materia di medicina palliativa nel corso di studi universitario medico.
Nel 2009 insieme al neurologo Carlo Alberto Defanti e l'anestesista Amato De Monte, dell'ospedale Santa Maria della Misericordia di Udine, è estensore della decisione di sospendere l'alimentazione e l'idratazione di Eluana Englaro.
Dal 2011 al 2023 è stato professore ordinario di cure palliative presso l'Università di Losanna.

## Premi e riconoscimenti
Il suo libro Über das Sterben (Saper morire) è stato premiato dalla rivista Bild der Wissenschaft come libro scientifico dell'anno 2012 nella categoria Esplosivo.

## Opere
- Über das Sterben. Was wir wissen. Was wir tun können. Wie wir uns darauf einstellen. Beck, Monaco di Baviera 2011, ISBN 978-3-406-61708-9
  - Saper morire. Cosa possiamo fare, come possiamo prepararci. Bollati Boringhieri, Torino 2013, ISBN 978-88-339-2382-6
  - Sobre el bien morir. Qué sabemos. Qué podemos hacer. Cómo nos preparamos para ello. Plataforma, Barcelona 2014, ISBN 978-84-15880-87-5
  - Mourir, ce que l'on sait, ce que l'on peut faire, comment s'y préparer. Presses Polytechniques Romandes, Losanna 2014, ISBN 978-2-88915-011-3
- Selbstbestimmt sterben. Was es bedeutet. Was uns daran hindert. Wie wir es erreichen können. Beck, Monaco di Baviera 2014, ISBN 978-3-406-66862-3
- Selbstbestimmung im Sterben – Fürsorge zum Leben (con R. Jox, J. Taupitz, U. Wiesing). Kohlhammer, Stoccarda 2014. ISBN 978-3-17-028481-4
- Palliative Care in Neurology (Edited by Raymond Voltz, James L. Bernat, Gian Domenico Borasio, Ian Maddocks, David Oliver, and Russell Portenoy), Oxford University Press, 2004, ISBN 0-19-850843-3